# You Get More Bounce with Curtis Counce!
| Recensione | Giudizio |
| ---------- | -------- |
| AllMusic   |          |

You Get More Bounce with Curtis Counce! è un album discografico a nome The Curtis Counce Group, pubblicato dalla casa discografica Contemporary Records nell'ottobre del 1957.

## Tracce

### LP
Lato A
1. Complete – 5:51 (Curtis Counce) – Registrato il 13 maggio 1957
2. How Deep Is the Ocean – 6:39 (Irving Berlin) – Registrato il 13 maggio 1957
3. Too Close for Comfort – 5:38 (Jerry Bock, Larry Holofcener, George Weiss) – Registrato il 27 aprile 1957
4. Mean to Me – 4:31 (Roy Turk, Fred E. Ahlert) – Registrato il 3 settembre 1957

Lato B
1. Stranger in Paradise – 7:05 (Aleksandr Porfirevich Borodin, Robert Wright, George Forrest) – Registrato il 15 ottobre 1956
2. Counceltation – 6:01 (Curtis Counce) – Registrato il 27 aprile 1957
3. Big Foot – 9:04 (Charlie Parker) – Registrato l'8 ottobre 1956

- Sulle note di retrocopertina dell'album originale (Contemporary Records C 3539) la data di registrazione dei brani Too Close for Comfort e Counceltation è riportata come 22 aprile 1957

## Musicisti
- Curtis Counce – contrabbasso
- Harold Land – sassofono tenore
- Carl Perkins – pianoforte
- Jack Sheldon – tromba
- Frank Butler – batteria

Note aggiuntive
- Lester Koenig – produttore
- Registrazioni effettuate al Contemporary's Studio di Los Angeles, California (Stati Uniti)
- Roy DuNann – ingegnere delle registrazioni
- Hal Adams – fptp copertina frontale album originale
- Robert Guidi/Tri-Arts – design copertina album originale
- Nat Hentoff – note retrocopertina album originale[2]